# Alby-sur-Chéran
Alby-sur-Chéran  là một xã trong tỉnh Haute-Savoie thuộc vùng Rhône-Alpes đông nam Pháp.

## Geography
The Chéran flows northwestward through the north-eastern part of the commune and crosses the village.